# Helmut Littek
Helmut Littek (* 15. April 1944; † 25. Mai 2024) war ein deutscher Fußballspieler. Von 1964 bis 1973 absolvierte der Angreifer bei Rot-Weiss Essen insgesamt 197 Ligaspiele (Fußball-Regionalliga West, Aufstiegsrunden, Fußball-Bundesliga) und erzielte dabei 62 Tore.

## Karriere
Littek wechselte mit 20 Jahren vom BV Altenessen aus der Verbandsliga Niederrhein, zu Rot-Weiss Essen. Der gelernte Bergmann debütierte am ersten Rundenspieltag, den 9. August 1964, bei der 1:3-Auswärtsniederlage bei Rot-Weiß Oberhausen in der damals zweitklassigen Regionalliga West. Der junge Mittelstürmer hatte es dabei insbesondere mit Helmut Traska, Lothar Kobluhn und Hans Siemensmeyer auf Seiten der Kleeblattelf vom Stadion Niederrhein zu tun gehabt. Unter Trainer Fred Harthaus belegte die Mannschaft aus Bergeborbeck den siebten Rang im Westen und der schnelle und technisch gute neue Sturmführer hatte in 24 Einsätzen neun Tore an der Seite von Werner Kik, Herbert Weinberg und Manfred Fallisch erzielt.
Mit dem neuen Trainer Fritz Pliska glückte in der Saison 1965/66 der Aufstieg in die Bundesliga; Littek hatte neben dem neuen Sturmpartner Willi Lippens in 19 Ligaspielen acht Tore erzielt. In der Meisterschaftsrunde wurde hinter Fortuna Düsseldorf die Vizemeisterschaft gefeiert. In der folgenden Aufstiegsrunde verwiesen Littek und Mannschaftskollegen den FC St. Pauli, den 1. FC Saarbrücken und den 1. FC Schweinfurt 05 auf die Plätze und stiegen auf. Die erste Bundesligasaison von Littek, 1966/67, konnte nicht erfolgreich gestaltet werden, zum Saisonende stand der 18. und somit letzte Tabellenplatz zu Buche und es erfolgte der sofortige Wiederabstieg. Littek wurde erstmals am Meniskus operiert und konnte in nur zehn Bundesligapartien zwei Tore erzielen.
In den folgenden zwei Regionalligarunden, 1967/68 und 1968/69, kamen Littek und Kollegen jeweils zur Vizemeisterschaft und zogen damit in die jeweiligen Aufstiegsrunden ein. Im Trainerjahr von Erich Ribbeck, 1967/68, führten Lippens (25) und Littek (14) vor Günter Pröpper mit dreizehn Toren die interne Torschützenliste der Elf von der Hafenstraße an. In der Aufstiegsrunde war Littek in allen acht Spielen auf dem Feld und traf zweimal in das gegnerische Tor. Durch den 2:0-Heimerfolg am 12. Juni 1968 entschied Hertha BSC vor 85.000 Zuschauern das Duell um den Aufstieg gegen Essen. Die RWE-Angriffsspitzen Weinberg, Littek und Lippens konnten sich gegen die Hertha-Defensive um Volkmar Groß, Lothar Groß, Uwe Witt, Tasso Wild und Hans-Dieter Kluge an diesem Tag nicht durchsetzen. Im Jahr 1969 starteten die Rot-Weissen mit einem 4:2-Heimerfolg gegen TuS Neuendorf unter Trainer Willi Vordenbäumen in die Aufstiegsrunde. Littek zeichnete sich dabei als dreifacher Torschütze aus. Mit 14:2 Punkten stieg Essen souverän in die Bundesliga auf.
Für Littek folgten mit den Essenern zwei Jahre in der Bundesliga. Im ersten Jahr, 1969/70, kam er unter Trainer Herbert Burdenski auf 24 Bundesligaeinsätze und erzielte an der Seite von Erich Beer, Diethelm Ferner und Egbert-Jan ter Mors fünf Tore beim Erreichen des zwölften Platzes. In der zweiten Saison 1970/71 wurde Essen 18. und stieg wieder in die Regionalliga ab. Sportlich folgten wieder zwei erfolgreiche Runden in der Zweitklassigkeit der Regionalliga West. Im Jahr der Fußball-Europameisterschaft und der Olympischen Spiele 1972 schossen sich der Wuppertaler SV und Essen mit 111:23 beziehungsweise 113:37 Toren an die Tabellenspitze. Der WSV stieg in die Bundesliga auf und RWE scheiterte am schlechteren Torverhältnis – 29:7/22:6 – am Südmeister Kickers Offenbach. Unter Trainer Horst Witzler errang die Elf vom Georg-Melches-Stadion in der Saison 1972/73 mit fünf Punkten Vorsprung vor dem Vize SC Fortuna Köln die Meisterschaft im Westen und setzte sich auch überlegen mit 14:2 Punkten in der Aufstiegsrunde durch und kehrte somit erneut in die Bundesliga zurück. Durch anhaltende Knieprobleme hatte Littek in der Meisterschaftsrunde aber nur die zwei Spiele gegen Wattenscheid 09 und den Lüner SV bestreiten können, wobei er jeweils als Mittelstürmer fungierte und auf den Flügeln von Horst Gecks und je einmal von Lippens und Harry de Vlugt unterstützt wurde. Sein letztes Pflichtspiel für RW Essen bestritt der Angreifer in der Aufstiegsrunde am 20. Juni 1973 beim 3:1-Heimerfolg gegen den SV Röchling Völklingen. Er wurde in der 64. Minute für Dieter Bast eingewechselt. Im Sommer 1973 beendete er seine Lizenzspielerkarriere und kehrte zu seinem Heimatverein BV Altenessen zurück.

## Erfolge
- Meister in der Fußball-Regionalliga West: 1972/73
- Drei Aufstiege in die Fußball-Bundesliga: 1966, 1969, 1973
- Vier Vizemeisterschaften in der Regionalliga West: 1966, 1968, 1969, 1972